# El jardinero (Arcimboldo)
El jardinero (en italiano: L'ortelano), El jardinero de verduras o Verduras en un cuenco es una pintura al óleo realizada entre los años 1587 y 1590 por el pintor italiano Giuseppe Arcimboldo.La obra se encuentra en el Museo Civico Ala Ponzone en Cremona, Italia. 
Si se coloca el cuadro con el cuenco negro hacia abajo, podremos percibir varias verduras. Sin embargo, del lado contrario, las verduras toman la forma de una cara humana, fenómeno conocido como la pareidolia. La cara incluye varios parecidos con los miembros sexuales de ambos géneros, significado que puede ser interpretado como Príapo, un falo mítico pagano que era dios de la fertilidad y protector de los jardines. Siguiendo con la línea de este cuadro, Arcimboldo también pintó otras obras como La cesta de frutas o El cocinero.

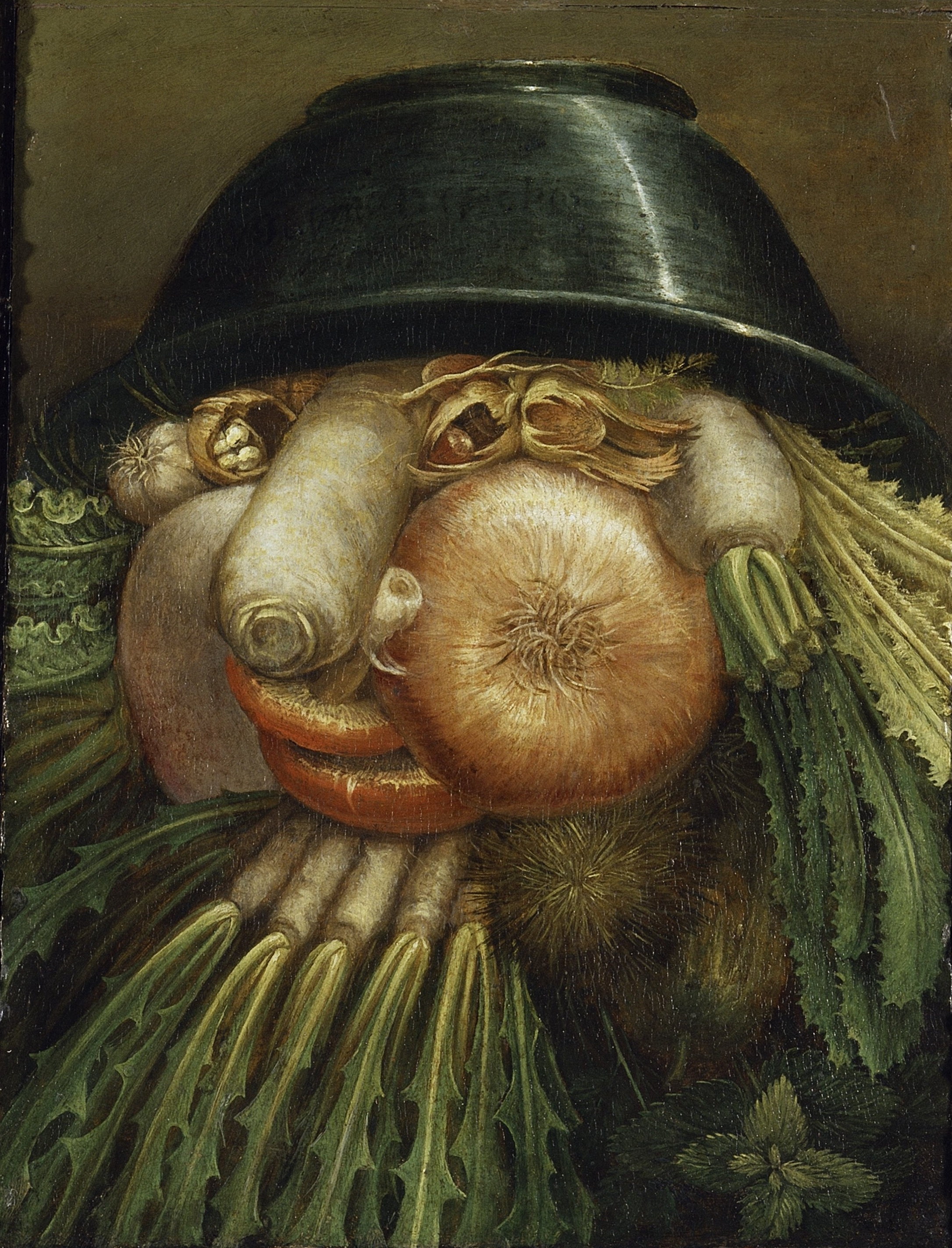